# Muju
Muju (kor. 무주군) – powiat w Korei Południowej, w prowincji Jeolla Północna. Na terenie powiatu znajduje się największy kompleks sportów zimowych w Azji, składający się m.in.: ze skoczni narciarskich, trasy biathlonowej, trasy biegowej. W 1997 gościło uczestników zimowej uniwersjady.
W Muju urodził się i mieszka koreański skoczek narciarski Kang Chil-ku.